# Градски съюз
Градски съюз (на немски: Städtebund) е съюз на два или повече града за взаимно политическо и/или икономическо засилване. Градски съюзи се създават най-вече през 13 век.

## Важни градски съюзи
От 12 век
- 1183: Ломбардска лига
- 1246: Саксонски градски съюз
- 1246: Ландбергски градски съюз
- 1254–1257: Рейнски градски съюз: 70 немски града
- 1259: Вендски градски съюз
- 1291: Швейцарски айдгеносеншафт

От 14 век
- 1304–1481: Тюрингски съюз на три града
- 1346-1815: Съюз на шест града в Горна Лужица; ново основан: 1991
- 1354-1679: Елзаски съюз на 10 града
- 1356–1669: Ханза
- 1376–1381: Швабски градски съюз на 20 града
- 1381: Втори Рейнски градски съюз
- 1381–1389: Южен немски градски съюз
- 1488: Швабски племен съюз